# Aguja

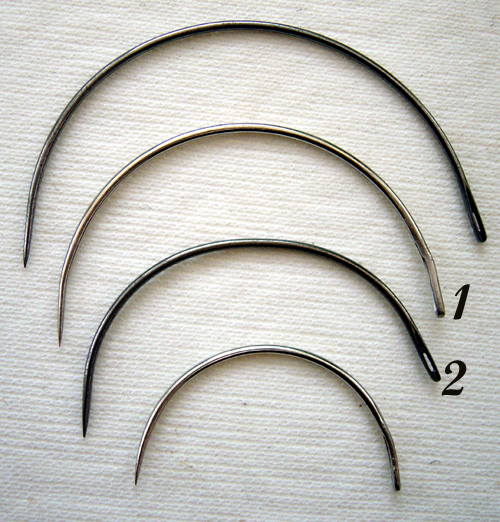
Agujas curvas.

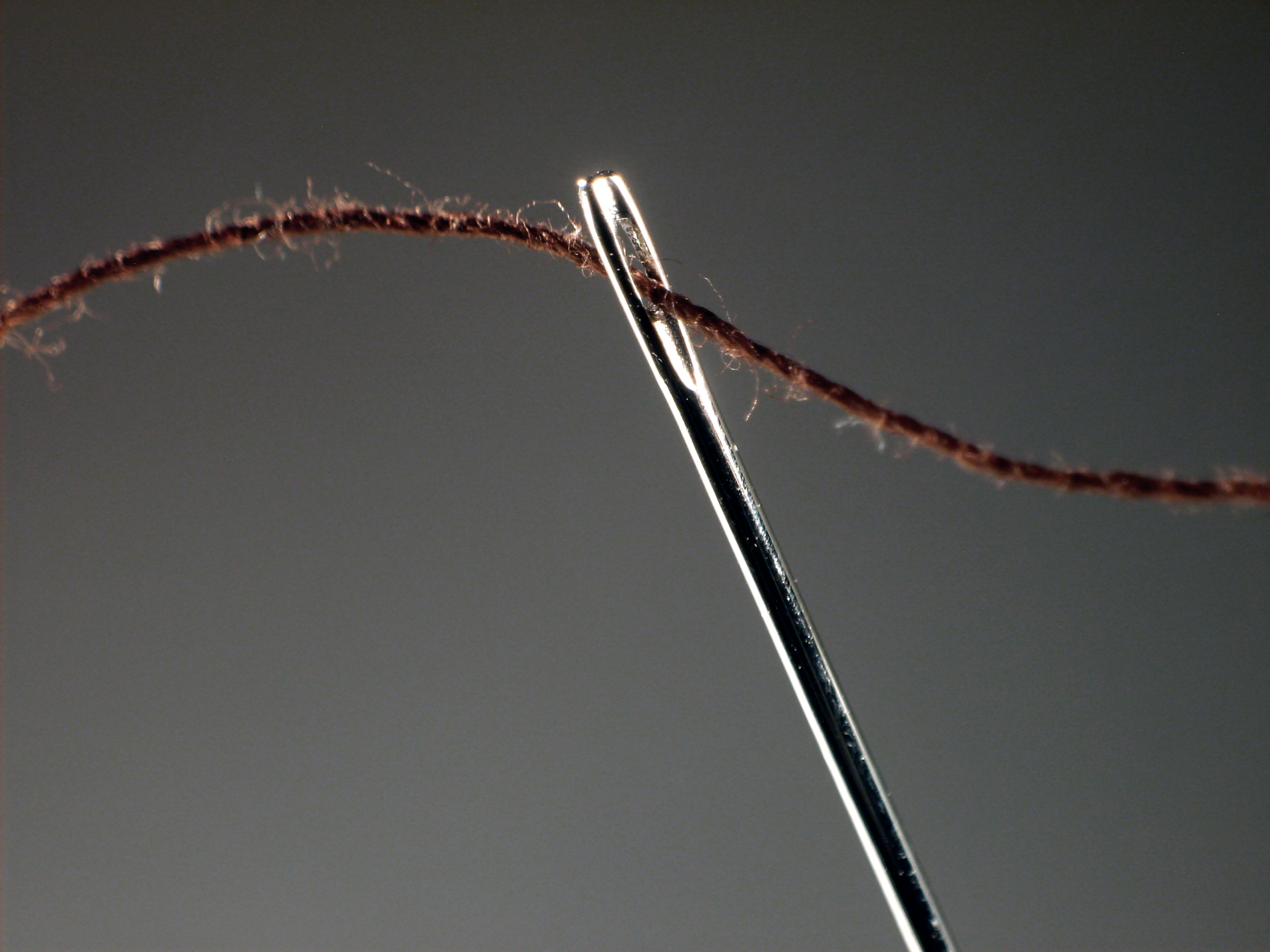
Aguja enhebrada.

Una aguja es un filamento de metal, cobre u otro material duro , de tamaño relativamente pequeño, generalmente recto, afilado en un extremo y con el otro acabado en un ojo o asa para insertar un hilo. Es empleado desde tiempos prehistóricos para coser.

## Historia
La aguja de coser tiene una antigüedad confirmada de como mínimo cuarenta mil años, pero podría tener una antigüedad de más de sesenta mil puesto que una pequeña punta de hueso esculpido durante el Paleolítico medio del continente africano podría corresponder a la punta de una aguja de coser. La punta fue encontrada en 2006 en la cueva de Sibudu, en Sudáfrica, y ha sido fechada en una antigüedad de más de sesenta y un mil años. No se ha obtenido todavía la confirmación de que se trate realmente de una aguja de coser. La aguja de coser confirmada más antigua conocida hasta la fecha fue descubierta en el siglo XX por el arqueólogo esloveno Srečko Brodar (1893 – 1987) en la cueva de Potok, situada en el este de las montañas Karavanke, en Eslovenia, y tiene una antigüedad de unos cuarenta y un mil años. Más tarde, durante el Paleolítico superior, en Europa, las agujas de coser esculpidas en hueso se vuelven habituales en los períodos solutrense (aproximadamente de veintidós mil a diecisiete mil años «AP», es decir, «antes del presente») y magdaleniense (aprox. de 17.000 a 12.000 años AP).
Mucho más tarde, con el descubrimiento de los metales, las agujas de coser comenzaron a hacerse primero con cobre, en Anatolia, aproximadamente cinco mil quinientos años a. C., y más tarde con bronce y con hierro. Se cree que hace unos mil años aproximadamente los chinos, durante la Edad Media, fueron los primeros en utilizar agujas de acero, y que los árabes se encargaron de llevar el acero a Europa. Ya en 1730 había importantes fabricantes de agujas en Núremberg (Alemania), y durante el reinado de Isabel I de Inglaterra ya había muchos fabricantes de agujas en Inglaterra. Desde la prehistoria hasta el siglo XIX las agujas con ojo (un agujero llamado «hondón») se fabricaban todavía a mano, como en la prehistoria y como en todas las edades anteriores. Las primeras agujas de metal con ojo fabricadas en serie salieron al mercado en 1826, pero no fue hasta 1885 que la maquinaria fue arreglada para estampar bien el ojo en la aguja. Posteriormente se divulgaron las agujas para máquinas de coser, similares a una aguja normal, pero con el ojo en la parte inferior de la aguja.

## Tipos de agujas

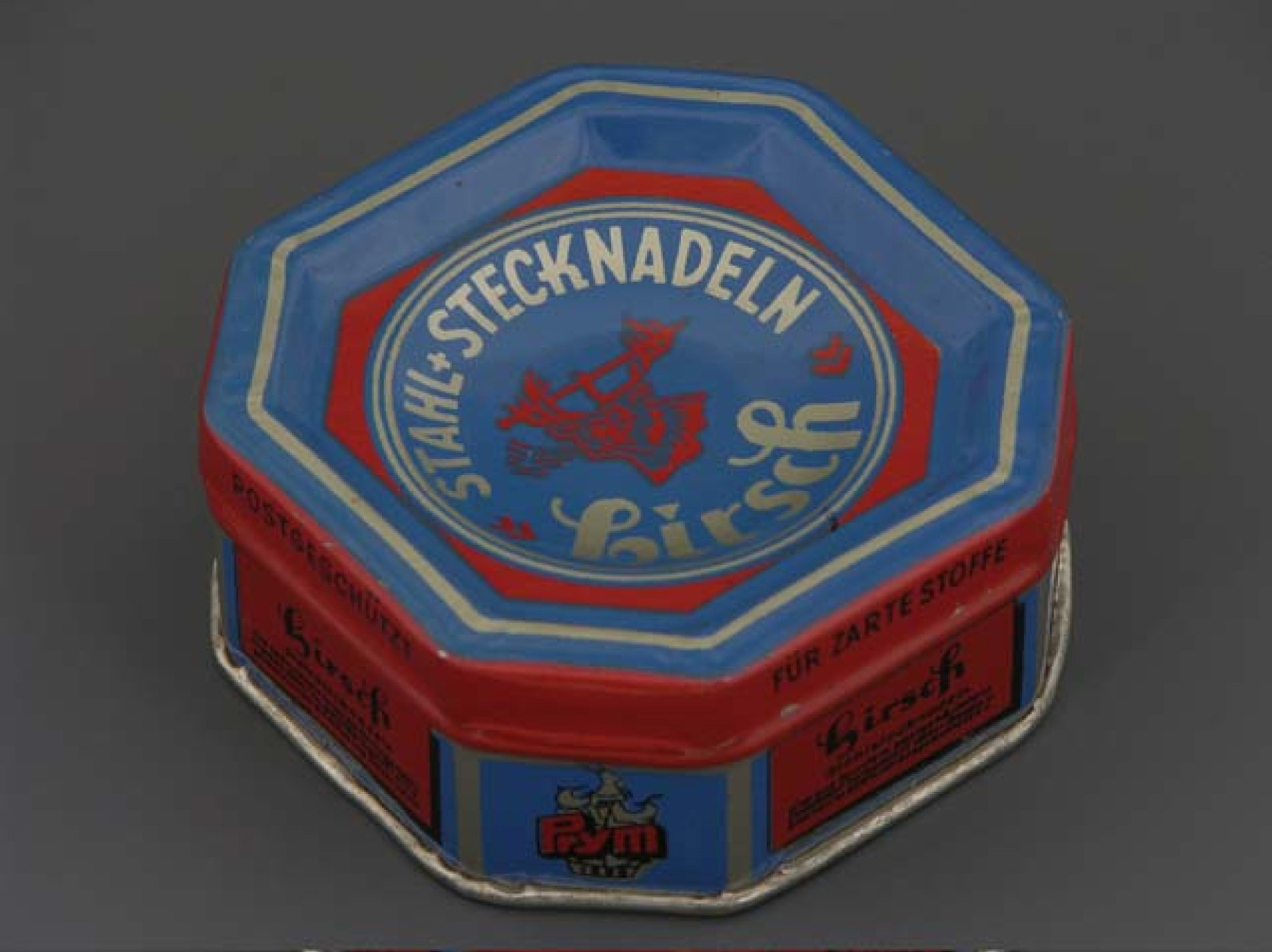
Caja metálica para agujas de la segunda mitad del (colección del Museo del Objeto del Objeto).

Se pueden distinguir los siguientes tipos de agujas:
- Aguja baquetera y cordobanera. Entregas curtidores, se usan dos clases de agujas, unas mayores que otras iguales en la forma pues ambas son de forma triangular y de punta afilada.
- Aguja de agavillar. La de nervio de buey flexible cubierto de escamas de hojalata en forma imbricada. En la parte gruesa del nervio hay un agujero por donde se pasa un cordel terminado en un nudo.
- Aguja de agrimensor. Vara pequeña de hierro de unos treinta centímetros de largo recurvada en forma de anillo por un extremo. Las hay que van lastradas con un trozo de plomo cerca de la punta.
- Aguja de albardero. Dos son las agujas que se emplean en la fabricación de albardas y sillas de montar: 
  - una para pasar el hilo o bramante a través del rellano que llevan por debajo las monturas es más ancha por la punta que por el resto teniendo hasta su tercio que es cilíndrico un filo triangular desde la punta y se llama también aguja de pasar.
  - la otra sirve para encardar y tiene unos 22 centímetros de largo, es cuadrangular y con corvadura puntiaguda.
- Aguja de apuntar. Aguja fuerte que se emplea para fijar con hilo grueso y bramante los pliegues de las telas muy resistentes y gruesas .
- Aguja de bordar. Además de las ordinarias, se usan en el bordado agujas especiales como:
  - la de ojo prolongado, capaz para tres hilos, llamada de pasar
  - la de seda, igual a la anterior aunque de menor tamaño
  - la de rizar o frisar
  - la de acanutillar
  - la de briscada, menor que las anteriores pero de ojo largo
  - las que se emplean para el bordado en cañamazo y al realce, de uso corriente y ojo redondo
  - la de tambor, embutida en un pequeño mango con un fino garabatillo en la punta
- Aguja de embalar. Aguja de cabeza en forma cilíndrica terminada en punta de lanza algo curvada en su punta.
- Aguja de enfardar. Aguja de cabeza esférica y punta cuadrangular, cortante y muy curvada, de unos 15 a 20 cm de longitud.
- Aguja de espadero. Entre armeros, varilla de punta roma y de unos cuarenta a cincuenta centímetros que se emplea para dar la vuelta a las vainas después de cosidas.
- Aguja de malla o red. Aguja con una horquilla en un extremo y la punta roma cerca de la cual tiene una hendidura cuyos dos tercios se hallan ocupados por una lengüeta que sirve para pasar por ella el bramante colocado en la horquilla.
- Aguja de pasar o pasador. La de punta roma y ojo largo que se emplea para pasar cordones y cintas por las jaretas.
- Aguja de zapatero. La de punta triangular y roma.[5]
- La aguja de tejer: la más fina en Europa es de 1'25 mm y la más gruesa de 15 mm de diámetro.
  - Agujas de velocidad: Miden unos 30 cm de largo, tienen la punta redonda y sólo delante tienen el grosor correspondiente, el resto de la aguja es más fino para facilitar "correr" los puntos. Para labores grandes y pesadas se puede utilizar las agujas de velocidad con un puente flexible de plástico. Así el peso se reparte mejor y los brazos no se cansan tan pronto. Estas agujas, suelen ser de aluminio.
  - Agujas de plástico: son ideales para tejer cinta, cordón o materiales gruesos.
  - Juegos de agujas: para tejer gorros, guantes y calcetines es necesario un juego de agujas. Este consta de 5 agujas, la labor se reparte sobre 4 de ellas y con la 5.ª se va tejiendo.
  - Agujas circulares: están unidas mediante un cable de nailon. Son ideales para no hacer costuras, aquí también el peso se reparte y ventajoso trabajar con ellas. Las hay de distintas longitudes. Si son muy cortas, pueden suplir al citado juego de agujas.
  - Agujas de bambú y madera: están hechas de material natural, muchas tejedoras lo hacen con ellas. Son ligeras y sólo existen hasta ahora de grosores medianos.
  - Aguja lanera: Es la aguja que se utiliza para coser las costuras de las prendas hechas con lana. Tienen punta redonda, el agujero es bastante grande para pasar la lana.
  - Agujas auxiliares: son para dejar puntos en espera, por ejemplo para realizar los famosos "ochos". Deben de ser siempre 1/2 número más pequeño, aunque valen cualquiera. A veces se sustituyen por imperdibles.

- Aguja saquera, colchonera o agujón. Es una aguja gruesa de acero, curvada, con la cabeza cilíndrica y la punta aplanada, que tiene el cuerpo bastante grande para usarse en la fabricación de sacos, cosiendo la tela con cordeles.[6]

## Fabricación
La aguja se fabrica por medio del proceso del forjado (fundición), principalmente de hierro o metal.
Primero se empieza calentando el metal al rojo vivo y forjarlo en moldes especiales. Por último se espera a que se enfríe.